# Henry Page
Henry Page (* 28. Juni 1841 in Princess Anne, Somerset County, Maryland; † 7. Januar 1913 ebenda) war ein US-amerikanischer Jurist und Politiker. In den Jahren 1891 und 1892 vertrat er den Bundesstaat Maryland im US-Repräsentantenhaus.

## Werdegang
Henry Page ging in West Chester (Pennsylvania) zur Schule. Danach studierte er an der University of Virginia in Charlottesville. Nach einem anschließenden Jurastudium und seiner 1864 erfolgten Zulassung als Rechtsanwalt begann er in Princess Anne in diesem Beruf zu arbeiten. Politisch wurde er Mitglied der Demokratischen Partei. Im Jahr 1867 war er Delegierter auf einer Versammlung zur Überarbeitung der Verfassung von Maryland. Zwischen 1870 und 1884 war er Staatsanwalt im Somerset County.
Bei den Kongresswahlen des Jahres 1890 wurde Page im ersten Wahlbezirk von Maryland in das US-Repräsentantenhaus in Washington, D.C. gewählt, wo er am 4. März 1891 die Nachfolge von Charles Hopper Gibson antrat. Er übte dieses Mandat nur bis zum 3. September 1892 aus. An diesem Tag trat er zurück, nachdem er zum Richter am Maryland Court of Appeals berufen worden war. In den folgenden 15 Jahren fungierte er als Richter im ersten Gerichtsbezirk von Maryland. Henry Page starb am 7. Januar 1913 in Princess Anne.